# Trading algorithmique
Le trading algorithmique, aussi appelé trading automatisé ou trading automatique, boîte noire de négociation (en anglais : black-box trading), effectué par des robots de trading ou robots traders,, est une forme de trading avec utilisation de plates-formes électroniques pour la saisie des ordres de bourse en laissant un algorithme décider des différents aspects de l'ordre, tel que l'instant d'ouverture ou de clôture (le timing), le prix ou le volume de l'ordre et ceci, dans de nombreux cas, sans la moindre intervention humaine.

## Utilisation
Le trading algorithmique est largement utilisé par les fonds de pension, les fonds mutuels de placement et d'autres acheteurs (poussés par des investisseurs) tels que les opérateurs institutionnels afin de diviser de grosses transactions en plusieurs transactions plus petites afin de gérer l'impact sur le marché et le risque. D'un autre côté les vendeurs, tels que les teneurs de marché et certains hedge funds, fournissent des liquidités au marché, et permettent la production et l'exécution des ordres automatiquement.
Il existe une catégorie de trading algorithmique nommée trading haute fréquence (HFT) ou en anglais High-frequency trading (HFT), dans laquelle les ordinateurs prennent des décisions complexes afin d'émettre des ordres sur la base d'informations qui sont reçues par voie électronique, avant que les opérateurs humains ne soient capables de traiter les informations qu'ils observent. Cette catégorie connait un essor fulgurant depuis le passage des bourses sur des plateformes entièrement informatisées et l'entrée en vigueur de la règle de Reg NMS (Regulation National Market System) pour avoir plus grande concurrence entre les places boursières impose une totale transparence et le prix des ordres adressés aux différentes bourses sont comparés entre eux pour régler au meilleur prix les transactions le NBBO (National Best Bid and Offer). 
Cela s'est traduit par un changement radical de la microstructure des marchés, en particulier dans la façon dont l’approvisionnement de liquidité est assuré. En HFT, le rythme de la création d'ordre est la nanoseconde ; le rythme de passation d'ordre est la microseconde. Pour assurer la prise en compte de leurs ordres, les principaux acteurs du HFT louent des emplacements au sein même des centres informatiques des bourses. Pour le groupe NYSE Euronext par exemple, les datacenters sont situés dans les banlieues londonienne et new-yorkaise. 
Les algorithmes ont leurs signatures[à définir] sur les marchés, c'est une technologie encore toute neuve avec ses bugs : les flash crashes ou krack éclairs. KCG (Knight Capital) a par exemple perdu le 1er août 2012 environ 462 millions de dollars en laissant fonctionner un algorithme perdant 10 millions de dollars par minute. Le HFT remplace les market makers traditionnels (personnes physiques) en apportant plus de liquidité au marché avec un prix moyen des transactions à la baisse.
Le trading algorithmique peut être utilisé dans toute stratégie d'investissement, y compris le market making, le spread intermarché, l'arbitrage ou de la pure spéculation (y compris le suivi de tendance). Elles ont tendance à faire amplifier les mouvements de marchés car l'ensemble et le nombre important de décisions se font ensemble, dans le même sens et dans le même temps.
Depuis les années 2010, la proportion d'ordres passés sur les marchés boursiers via des robots de trading algorithmique est estimée entre 70 et 90 %,,. En 2006, cette proportion se situait entre 30 et 40%.